# Stierman (mythologie)
De Stierman is een demon uit Mesopotamische en Perzische mythologie. In het Akkadisch wordt hij Šedu genoemd en in het Perzisch Lamassu. Hij is menselijk boven de gordel en een stier onder de gordel. Hij heeft ook hoorns en de oren van een stier. Hij kan ook zijn afgebeeld met het lichaam van een stier en het hoofd van een mens.
De stierman helpt de mens in zijn gevecht tegen het kwaad en chaos. Hij houdt de poorten van de dageraad open voor de zonnegod Sjamasj en ondersteunt zijn zonneschijf. Afbeeldingen van hem verschijnen frequent op rolzegels en in de Mesopotamische kunst, soms met vleugels. Regelmatig wordt de demon met het lichaam van een leeuw afgebeeld.
Beelden van de stierman werden vaak gebruikt als poortwachters. Na verloop van tijd evolueerde hij in een vriendelijke, beschermende demon. Ter bescherming van huizen moest men een inscriptie in kleitablet onder de drempel van het huis begraven, onder uitvoering van rituelen en bezweringen. Bij de ingangen van paleizen werden de beelden op natuurlijke grootte gemaakt, vaak in een paar met één aan elke zijde van de ingang. Bij stadspoorten werden ze in kolossale afmetingen gemaakt, wederom in paren, één aan elke zijde van de poort, die over het algemeen vier deuren in de omwalling had, een voor elke windrichting.
In het Akkadisch wordt hij Gud-elim genoemd, oftewel "De Gehoornde Stier".

## Galerij
Collectie van het British Museum

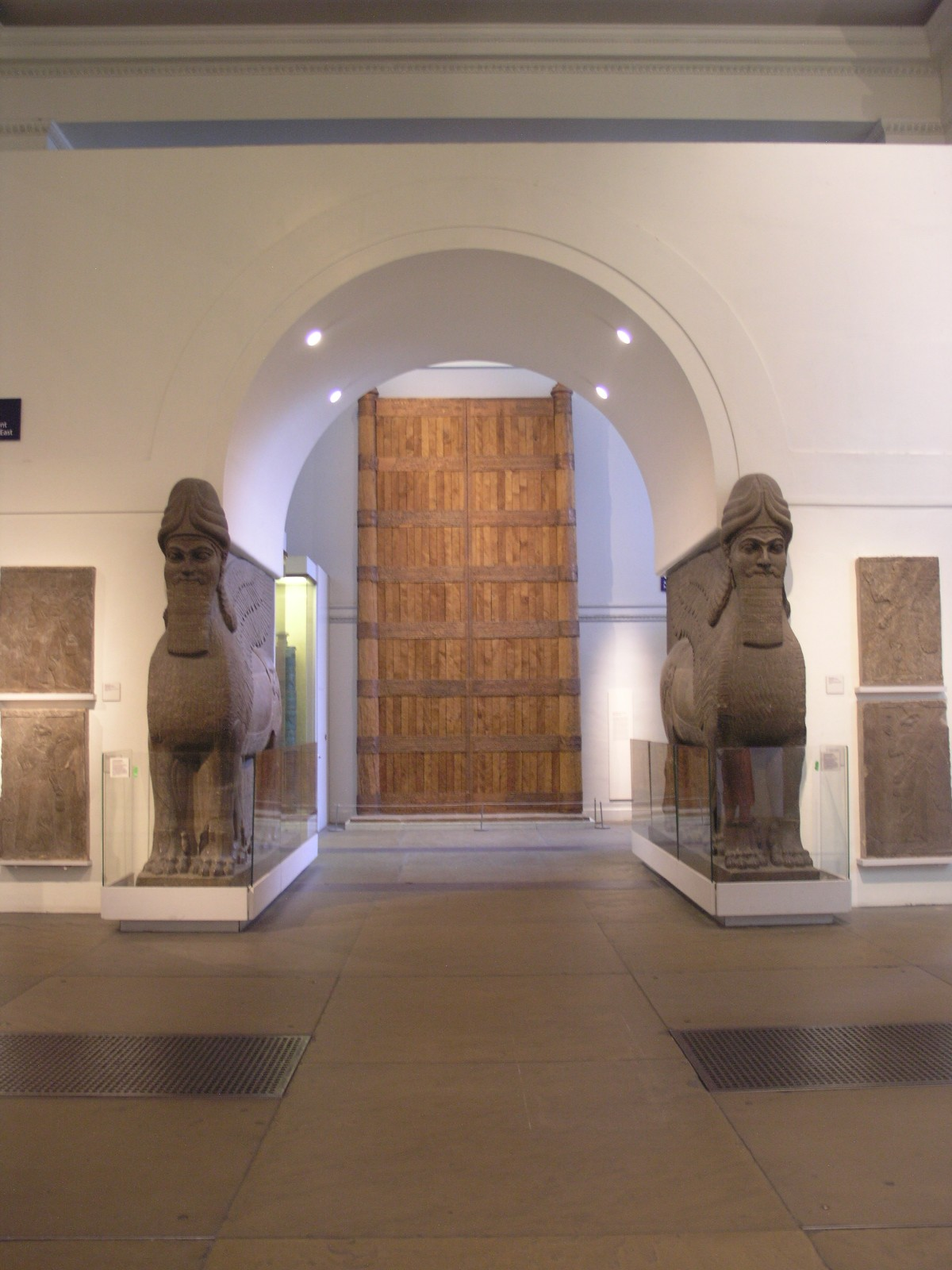
Gevleugelde leeuwen met mensenhoofd en reliëfs uit Nimrud met de Poort van Balawat
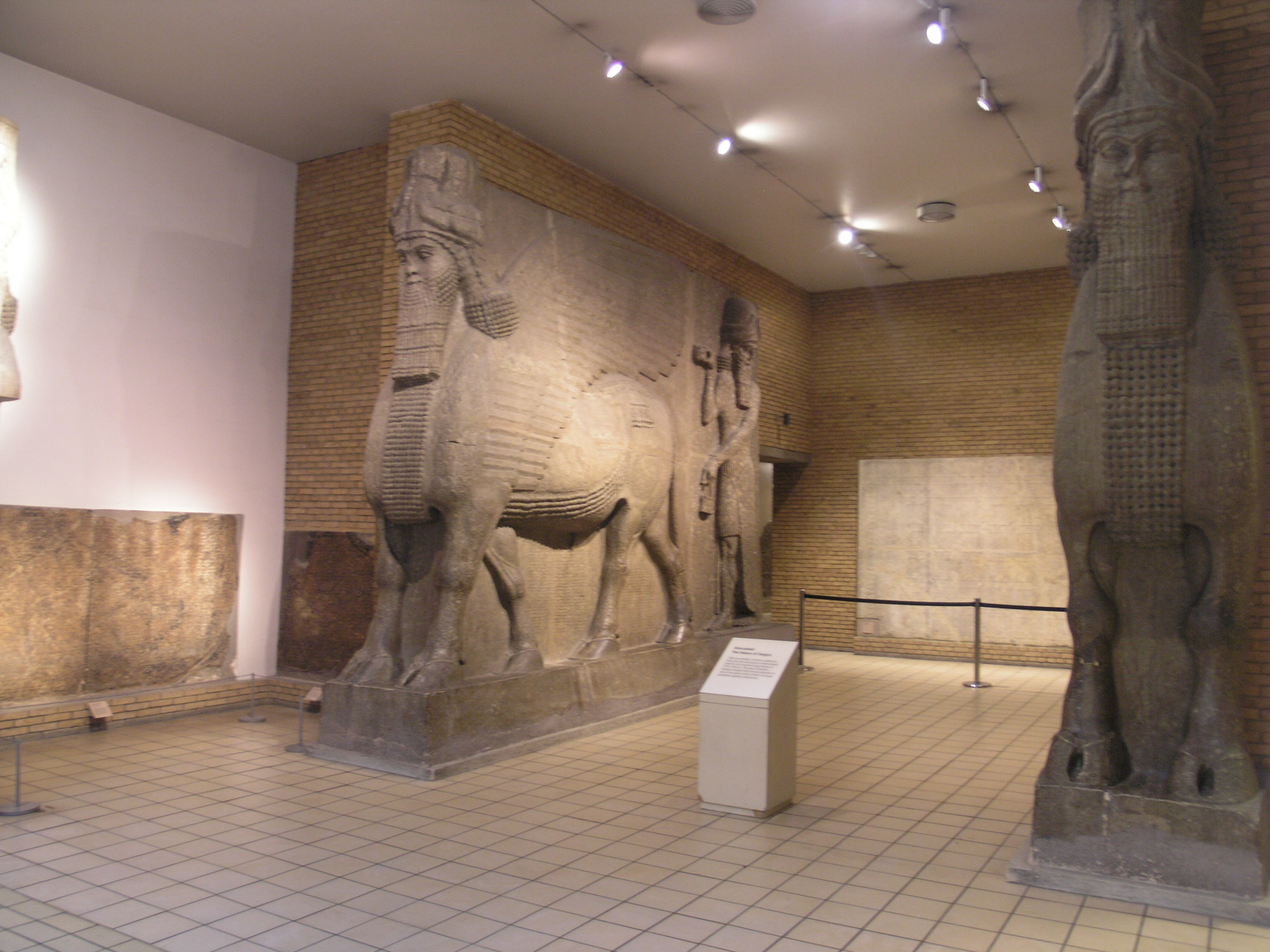
Gevleugelde stier met mensenhoofd uit Khorsabad
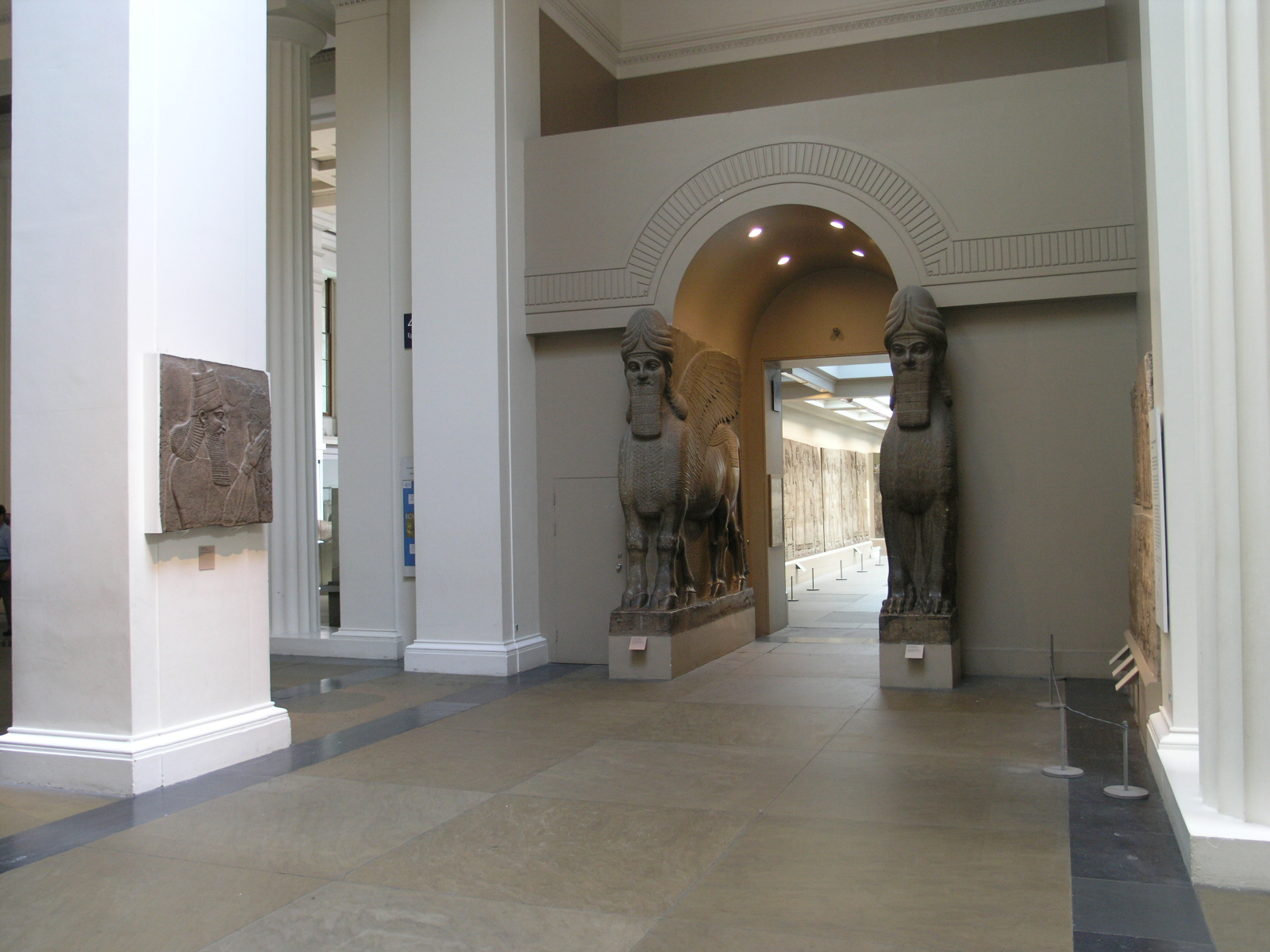
Gevleugelde leeuw en stier met mensenhoofd uit Nimrud. Een bijbehorend beeldenpaar bevindt zich in het Metropolitan Museum of Art
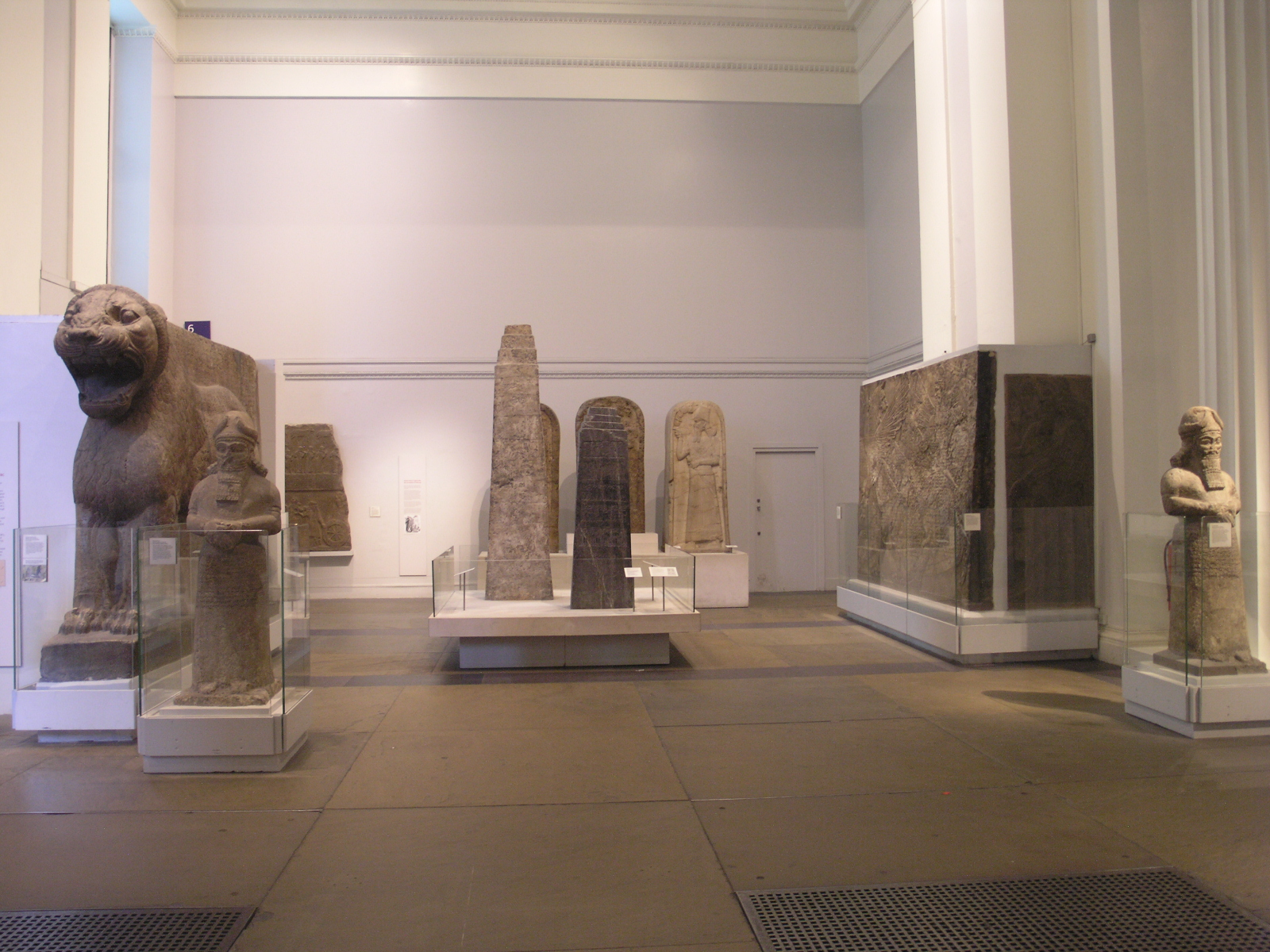
Assyrisch beeld, let op de kolossale Lamassu leeuw

Collectie van het Musée du Louvre

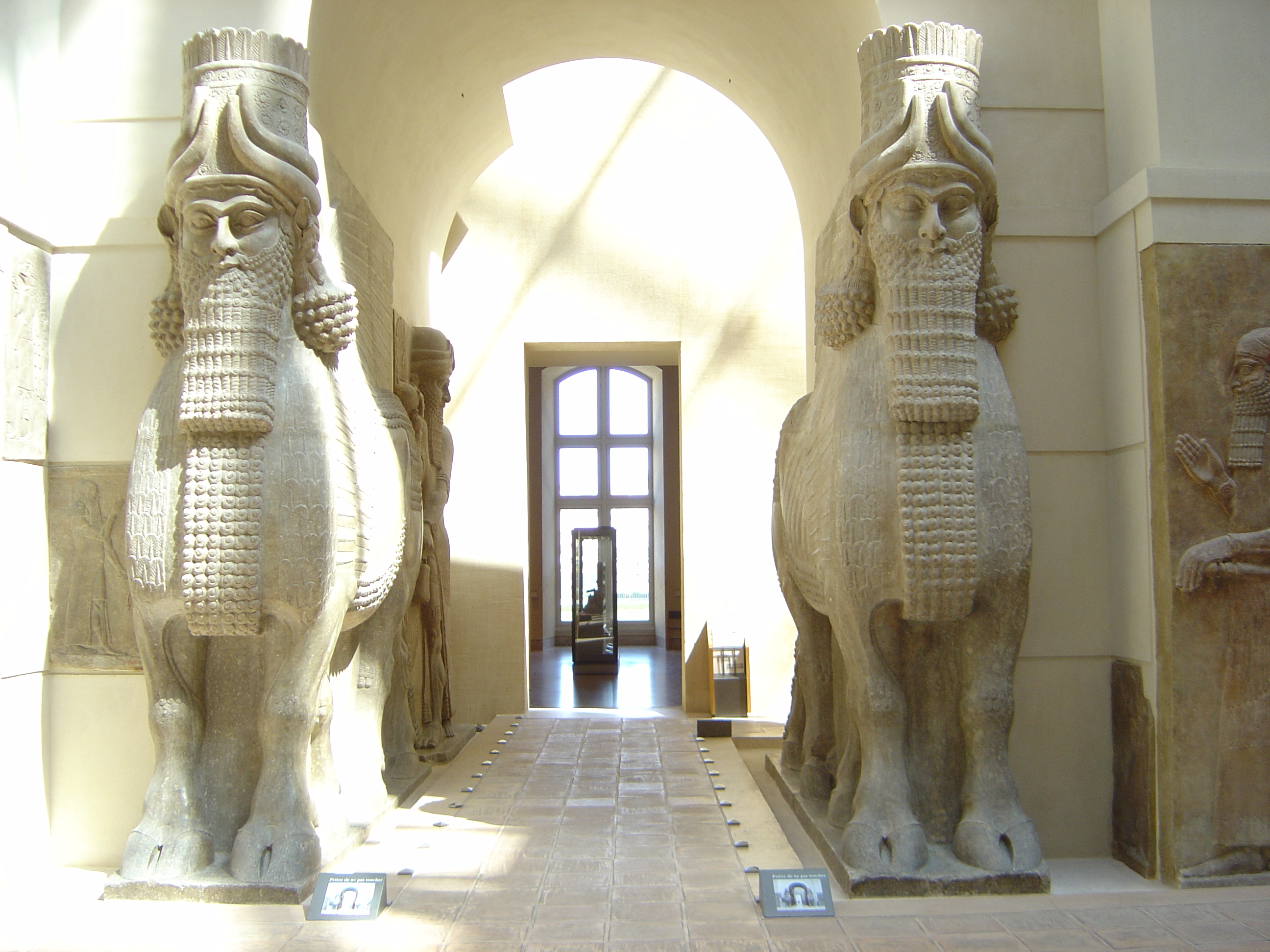
Gevleugelde stier met mensenhoofd uit Khorsabad, ook bekend als Lamassu's
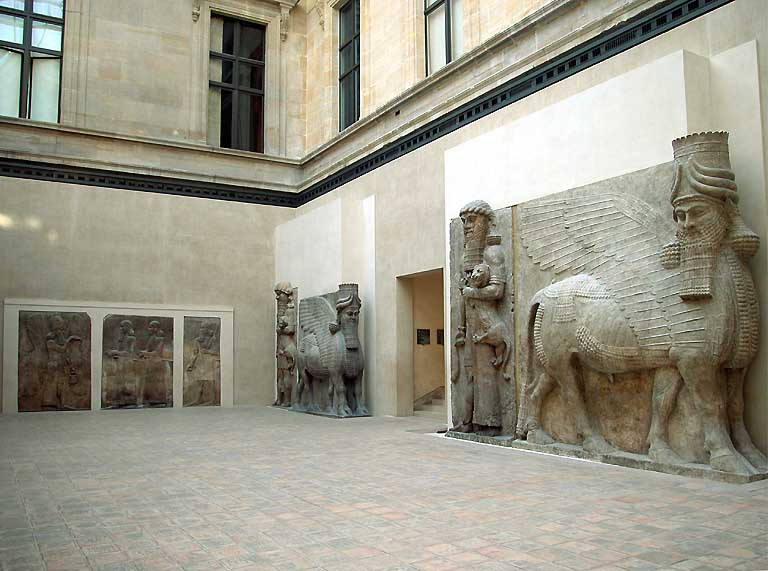
Gevleugelde stieren met mensenhoofd, beeld en reliëfs uit Khorsabad, let op de Lamassu op de voorgrond, dit is een replica uit het Oriental Institute in Chicago
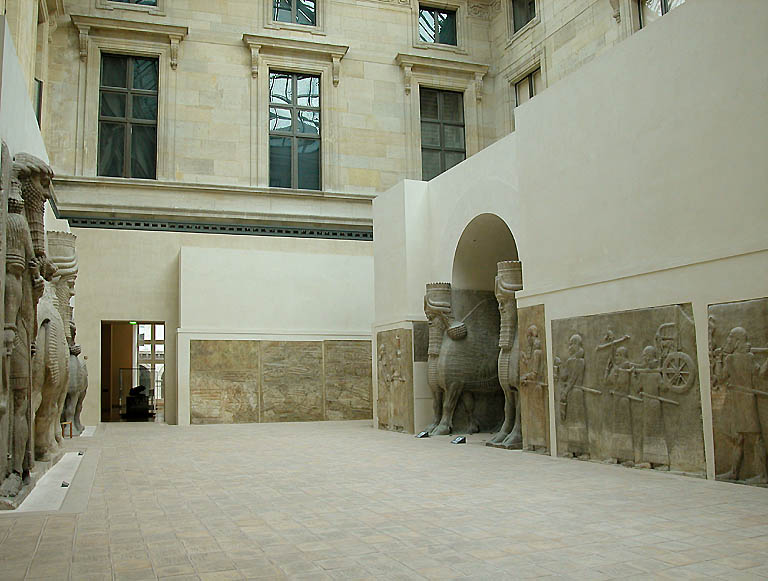
Gevleugelde stieren met mensenhoofd en reliëfs uit Khorsabad
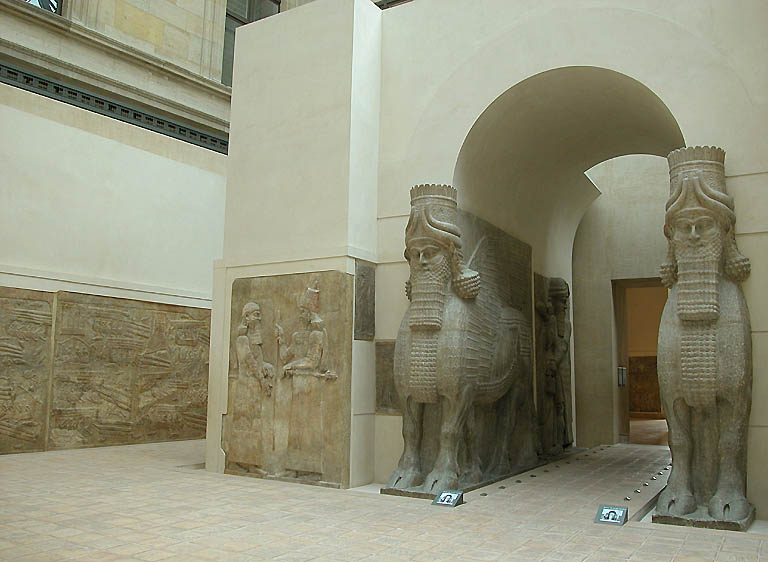
Gevleugelde stieren met mensenhoofd en reliëfs uit Khorsabad

Collectie uit het Metropolitan Museum of Art

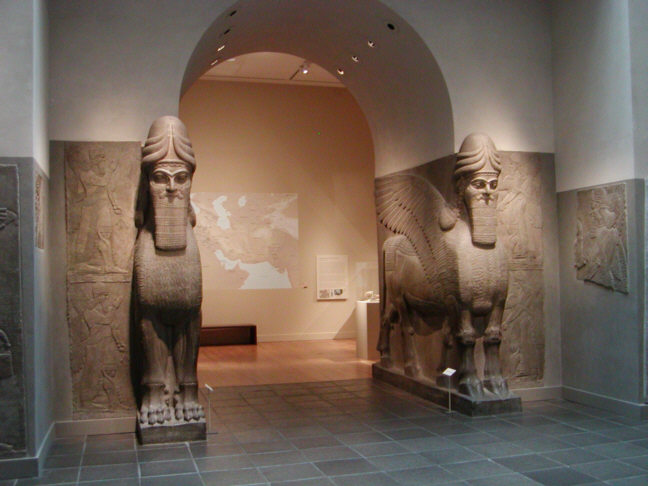
Gevleugelde leeuw en stier met mensenhoofd uit Nimrud